# Khomas
Khomas – jeden z 14 regionów administracyjnych Namibii, ze stolicą w Windhuk. W 2021 roku prowincja liczyła prawie 497 tys. mieszkańców.

## Granice regionu
Granicą regionu na północy jest region Otjozondjupa, na wschodzie Omaheke, na południu region Hardap, a na zachodzie Erongo.

## Podział administracyjny
Khomas dzieli się na dziesięć okręgów: Katutura Central, Katutura East, Khomasdal North, Moses ǁGaroëb, Samora Machel, John Pandeni, Tobias Hainyeko, Windhoek East, Windhoek Rural i Windhoek West.